# Airbus A300-600ST Beluga
El Airbus A300-600ST (Super Transporter) o Beluga es un avión de carga, especializado en cargas voluminosas, diseñado por Airbus a partir del avión de línea A300-600, con grandes modificaciones para poder llevar cargas de gran tamaño. Es la competencia directa con el Boeing Dreamlifter, que es de mayor tamaño. El Beluga XL, basado en el Airbus A330 con similares modificaciones y dimensiones, está siendo desarrollado por Airbus para sustituirlo sobre 2020.

## Diseño y desarrollo
Debido a su historia y estructura, Airbus tiene diferentes centros de producción repartidos por toda Europa, cada uno de los cuales produce una parte del avión, que tiene que ser trasladada para ser unida a otras partes en la cadena final de montaje. Aunque la carga de trabajo de cada centro varía según el modelo, por lo general se distribuyen de la siguiente forma: las alas se fabrican en Gran Bretaña, el estabilizador horizontal y las puertas en España, el fuselaje en Alemania y la sección central y la parte delantera en Francia, las cuales son unidas en Toulouse, Hamburgo, Filton o Sevilla según el modelo y versión.

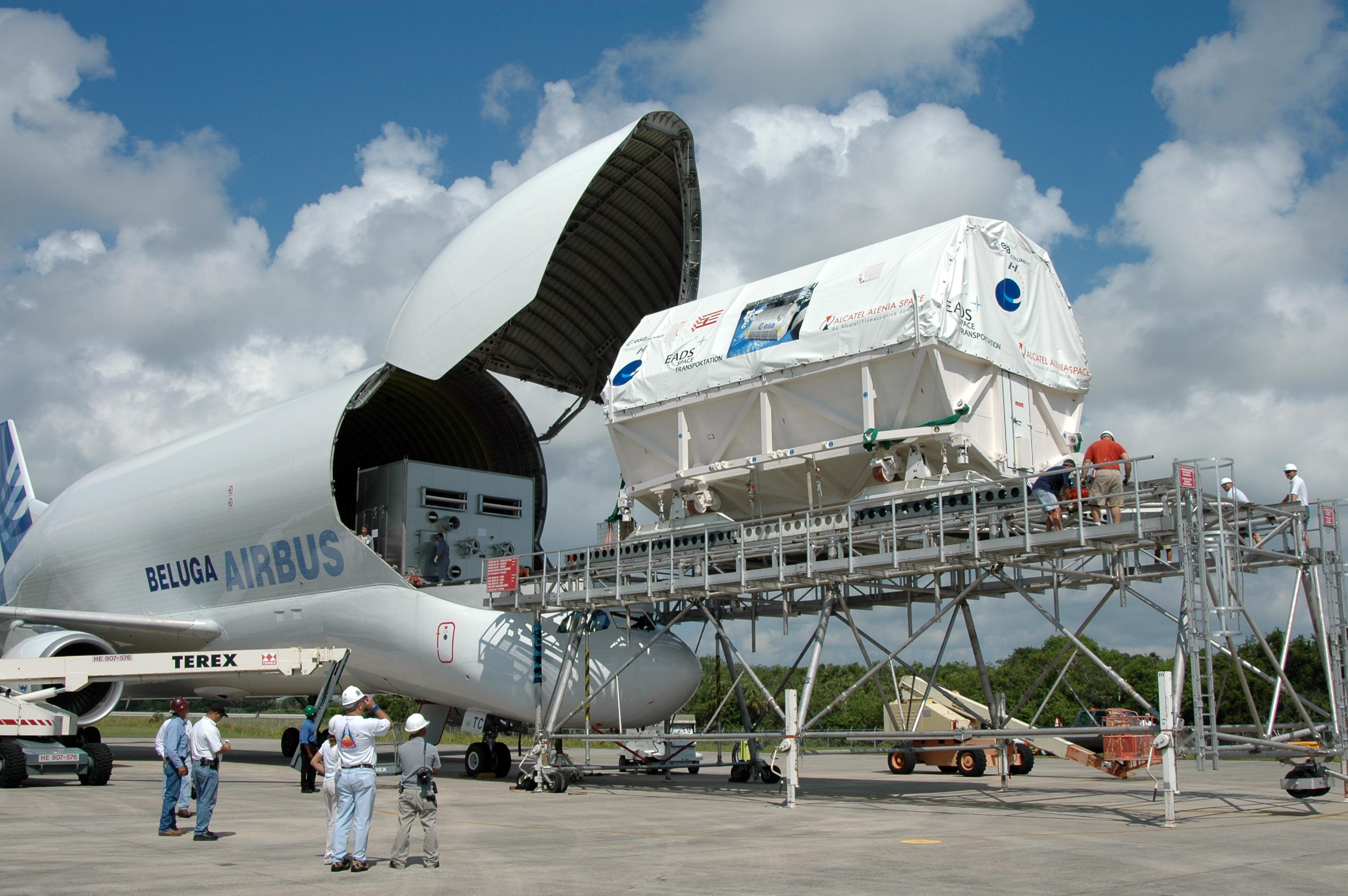
Airbus Beluga descargando el módulo Columbus en Cabo Cañaveral.

Al principio los componentes se llevaban por tierra o por barco, pero el incremento de la producción hizo necesario transportarlas por aire. Para ello Airbus compró en 1972 cuatro Super Guppy (conversiones del Boeing 377), que habían pertenecido al programa espacial Apolo de la NASA. Pero los Super Guppy no dieron el resultado que se esperaba, debido a su antigüedad tenían un alto coste de mantenimiento, además su capacidad no era suficiente para satisfacer la velocidad de producción de las factorías de Airbus. Para solucionar estos problemas se creó el Beluga.
Existen otros cargueros que pueden transportar cargas mucho más pesadas (como el Antonov An-124, el Boeing B747 o el Lockheed C-5 Galaxy), pero ninguno puede transportar cargas tan grandes y voluminosas como el Beluga. El compartimento de carga del Beluga mide 7,4 m de diámetro y 37,7 m de largo. En total, lleva hasta 47 tn de carga.
En 1992 Aérospatiale y DASA, crearon una compañía para desarrollar el sustituto de los Super Guppies. A partir del bimotor de fuselaje ancho Airbus A300 se desarrolló el Beluga. Se mantuvieron las alas, motores, tren de aterrizaje y la parte inferior del fuselaje. La parte superior del fuselaje se sustituyó por una estructura con forma de herradura de 7,4 m de diámetro. Para permitir el acceso a la cabina de carga, la cabina de control se llevó a un nivel inferior al de carga, y se incorporó una puerta de 17 m de alto en la parte frontal del avión. Además se modificó la estructura de la cola, que fue alargada y ensanchada, añadiéndole dos timones verticales adicionales, para mejorar la maniobrabilidad y estabilidad del avión.
El montaje del avión empezó en septiembre de 1992, siendo el vuelo inaugural en septiembre de 1994. 
El modelo obtuvo la certificación de aeronavegabilidad un año después. 
En total se construyeron cinco Belugas. 
Su tarea principal es llevar los componentes de los aviones Airbus desde los lugares de producción hasta las cadenas finales de montaje, pero además están disponibles para trabajos especiales de carga, como el traslado de componentes de la Estación Espacial Internacional, obras de arte de gran tamaño, maquinaria industrial, o helicópteros enteros.
Su nombre se debe a que la particular forma de su chasis asemeja al de una beluga, cetáceo que habita los mares en zonas árticas.
En noviembre de 2014, Airbus anunció un total de 5 aviones más grandes para reemplazar la actual flota de Belugas, la cual dejará de operar en 2025. Este avión se basa en el Airbus A330-200 y comenzará a operar en 2019. La empresa europea ha considerado previamente el A330-300 y el A340-500 para sustituir al Beluga pero estos luego fueron descartados.

## Especificaciones (A300-600ST)
Referencia datos: Airbus.com.

### Características generales
- Tripulación: 2 pilotos (+ un jefe de carga en la nueva versión del Beluga)
- Capacidad: 1400 m³
- Carga: 47 000 kg
- Longitud: 56,15 m
- Envergadura: 44,84 m
- Altura: 17,24 m
- Superficie alar: 258,80 m²
- Peso vacío: 86 000 kg
- Peso máximo al despegue: 155 000 kg
- Planta motriz: 2× turbofán GE CF6-80C2A8.
  - Empuje normal: 257 kN de empuje cada uno.
- Ancho de cabina: 4,07 m
- Diámetro del fuselaje: 7,1 m en el compartimento de carga
- Ángulo de las alas: 25°
- Distancia entre ejes: 11,05 m
- Ancho de vía: 7,59 m
- Peso máximo de aterrizaje: 140 000 kg
- Peso máximo sin combustible: 133 500 kg
- Capacidad de combustible: 23 860 / 32 250 /34 430 litros

### Rendimiento
- Velocidad máxima operativa (Vno):  (Mach 0,7)
- Alcance: 4630 km (2500 nmi; 2877 mi) con una carga de 26 t. 2778 km (1726 mi; 1500 nmi) con una carga de 40 t.
- Techo de vuelo: 10 668 m (35 000 ft)

### Desarrollos relacionados
- Airbus A300 — avión bimotor de fuselaje ancho

### Aeronaves similares
- Aero Spacelines Super Guppy — modelo de avión
- Boeing 747 Large Cargo Freighter — Prototipo del 747-400 (también conocido como "Dreamlifter") con una considerable mejora para carga
- Antonov An-225 — avión de transporte fabricado por Antonov

### Secuencias de designación
- Aviones civiles de Airbus: A220 · A300 · A300-600ST · A310 · A318 · A319 · A320 · A321 · A330 · A330-700L · A340 · A350 · A380